# Vida (serie de televisión)
Vida es una serie de televisión dramática estadounidense basada en el cuento Pour Vida de Richard Villegas Jr. que se estrenó el 6 de mayo de 2018 en Starz. La serie fue creada por Tanya Saracho, protagonizada por Melissa Barrera y Mishel Prada y cuenta con la producción ejecutiva de Marc Turtletaub, Peter Saraf, Robin Schwartz y Stephanie Langhoff. El 31 de mayo de 2019, se anunció que la serie fue renovada por una tercera temporada. En marzo de 2020, se anunció que la tercera temporada sería la última ya que Starz había cancelado el programa. La tercera temporada se estrenó el 26 de abril de 2020.

## Sinopsis
La serie gira en torno a dos hermanas méxico-estadounidenses, Emma y Lyn, del lado Este de Los Ángeles ambas son totalmente diferentes la una de la otra y viven totalmente distanciadas entre sí. Las circunstancias las obligan a regresar a su antiguo vecindario, donde se enfrentan al pasado y la verdad impactante sobre la identidad de su madre.

## Reparto

### Principales
- Melissa Barrera como Lynda "Lyn" Hernández
- Mishel Prada como Emma Hernández
- Ser Anzoategui como Edwina "Eddy" Martínez
- Chelsea Rendon como Marisol "Mari" Sánchez
- Carlos Miranda como Johnny Sánchez
- Maria-Elena Laas como Cruz (temporadas 1–2)
- Roberta Colindrez como Nico (temporadas 2–3)

### Recurrentes
- Elena Campbell-Martínez como Doña Lupe
- Ramsés Jiménez como Tlaloc Medina
- Luis Bordonada como Nelson Herrera
- Elizabeth De Razzo como Yoli
- Renée Victor como Doña Tita
- Adelina Anthony como Rocky
- Erika Soto como Karla
- Vanessa Giselle como Lucky aka «Femme»
- Raúl Castillo como Baco (temporada 2)
- Adrian Gonzalez como Rudy (temporada 2)

## Temporadas
| Temporada | Temporada | Episodios | Episodios | Emisión original    | Emisión original    |
| Temporada | Temporada | Episodios | Episodios | Primera emisión     | Última emisión      |
| --------- | --------- | --------- | --------- | ------------------- | ------------------- |
|           | 1         | 6         | 6         | 6 de mayo de 2018   | 10 de junio de 2018 |
|           | 2         | 10        | 10        | 26 de mayo de 2019  | 23 de junio de 2019 |
|           | 3         | 6         | 6         | 26 de abril de 2020 | 31 de mayo de 2020  |

## Episodios

### Primera temporada (2018)
| N.º en serie | N.º en temp. | Título      | Dirigido por               | Escrito por                  | Fecha de emisión original | Audiencia (millones) |
| ------------ | ------------ | ----------- | -------------------------- | ---------------------------- | ------------------------- | -------------------- |
| 1            | 1            | «Episode 1» | Alonso Ruizpalacios        | Tanya Saracho                | 6 de mayo de 2018         | 0.020                |
| 2            | 2            | «Episode 2» | So Yong Kim                | Tanya Saracho & Santa Sierra | 13 de mayo de 2018        | 0.181                |
| 3            | 3            | «Episode 3» | Rashaad Ernesto Green      | Evangeline Ordaz             | 20 de junio de 2018       | 0.133                |
| 4            | 4            | «Episode 4» | Rose Troche                | Chelsey Lora                 | 27 de mayo de 2018        | 0.148                |
| 5            | 5            | «Episode 5» | Catalina Aguilar Mastretta | Mando Alvarado               | 3 de junio de 2018        | 0.136                |
| 6            | 6            | «Episode 6» | Rose Troche                | Tanya Saracho                | 10 de junio de 2018       | 0.163                |

### Segunda temporada (2019)
| N.º en serie | N.º en temp. | Título       | Dirigido por               | Escrito por                      | Fecha de emisión original | Audiencia (millones) |
| ------------ | ------------ | ------------ | -------------------------- | -------------------------------- | ------------------------- | -------------------- |
| 7            | 1            | «Episode 7»  | Catalina Aguilar Mastretta | Tanya Saracho                    | 26 de mayo de 2019        | 0.135                |
| 8            | 2            | «Episode 8»  | Catalina Aguilar Mastretta | Evangeline Ordaz                 | 26 de mayo de 2019        | 0.107                |
| 9            | 3            | «Episode 9»  | Jenée LaMarque             | Nancy C. Mejía & Jenniffer Gómez | 2 de junio de 2019        | 0.140                |
| 10           | 4            | «Episode 10» | Jenée LaMarque             | Chelsey Lora                     | 2 de junio de 2019        | 0.128                |
| 11           | 5            | «Episode 11» | Gandja Monteiro            | Nancy C. Mejía & Elena Crevello  | 9 de junio de 2019        | 0.112                |
| 12           | 6            | «Episode 12» | Gandja Monteiro            | Mando Alvarado                   | 9 de junio de 2019        | 0.108                |
| 13           | 7            | «Episode 13» | Jenée LaMarque             | Gladys Rodríguez                 | 16 de junio de 2019       | 0.103                |
| 14           | 8            | «Episode 14» | Jenée LaMarque             | Esti Giordani                    | 16 de junio de 2019       | 0.132                |
| 15           | 9            | «Episode 15» | Nancy C. Mejía             | Tanya Saracho & Mando Alvarado   | 23 de junio de 2019       | 0.112                |
| 16           | 10           | «Episode 16» | Tanya Saracho              | Tanya Saracho                    | 23 de junio de 2019       | 0.121                |

### Tercera temporada (2020)
| N.º en serie | N.º en temp. | Título       | Dirigido por   | Escrito por                 | Fecha de emisión original | Audiencia (millones) |
| ------------ | ------------ | ------------ | -------------- | --------------------------- | ------------------------- | -------------------- |
| 17           | 1            | «Episode 17» | Jenée LaMarque | Tanya Saracho & Taylor Orci | 26 de abril de 2020       | 0.099                |
| 18           | 2            | «Episode 18» | Jenée LaMarque | Gladys Rodríguez            | 3 de mayo de 2020         | 0.110                |
| 19           | 3            | «Episode 19» | Jenée LaMarque | Lindsey Villarreal          | 10 de mayo de 2020        | 0.082                |
| 20           | 4            | «Episode 20» | Tanya Saracho  | Esti Giordani               | 17 de mayo de 2020        | 0.086                |
| 21           | 5            | «Episode 21» | Tanya Saracho  | Jenniffer Gómez             | 24 de mayo de 2020        | 0.070                |
| 22           | 6            | «Episode 22» | Tanya Saracho  | Tanya Saracho               | 31 de mayo de 2020        | 0.115                |

## Producción
El 8 de enero de 2016, se informó que la serie estaba en desarrollo durante una entrevista de prensa de Television Critics Association en Pasadena, California. La serie se anunció junto con otros dos proyectos basados en formatos en idioma español e historias de creadores hispanos. Fue anunciada en ese momento como Pour Vida y se inspiró en un cuento de Richard Villegas Jr. La productora Big Beach TV ayudó a producir la serie junto con Marc Turtletaub, Dan Pasternack y Erin Keating como productores ejecutivos. El 13 de septiembre de 2017, Starz anunció oficialmente que habían dado luz verde para empezar a producir la serie, ahora titulada como Vida. El 12 de enero de 2018, se anunció en la gira anual de prensa de invierno de Television Critics Association que la serie se estrenaría el 6 de mayo de 2018. El 12 de junio de 2018, se confirmó que la serie había renovada para una segunda temporada.
El 31 de mayo de 2018, se anunció que la serie fue renovada por una tercera temporada.

### Casting
El 13 de septiembre de 2017, se anunció que Melissa Barrera y Veronica Osorio fueron elegidas. El 14 de noviembre de 2017, se anunció que Ser Anzoategui, Chelsea Rendon, Carlos Miranda y Maria Elena Laas fueron elegidos en roles principales. También se anunció que Mishel Prada había reemplazado a Osorio. El 8 de diciembre de 2017, se anunció que Elena Campbell-Martínez, Ramsés Jiménez, Luis Bordonada, Elizabeth De Razzo, Renee Victor, Adelina Anthony, and Erika Soto fueron elegidos en roles recurrentes.
El 28 de julio de 2018, se anunció que Roberta Colindrez había sido elegida en un rol principal. El 15 de agosto de 2018, se informó que Raúl Castillo y Adrian Gonzalez habían sido elegidos en roles recurrentes.